# 神々と男たち
『神々と男たち』（かみがみとおとこたち、原題: Des hommes et des dieux）は、2010年のフランスのドラマ映画。1996年に発生したティビリヌの修道士殺害事件の、事件までの様子を描いている。

## ストーリー
アルジェリアにある鄙びたカトリックのアトラス修道院で、フランス人修道士と医師たち８人が地元に融けこみながら生活していた。しかし修道院から20キロと離れていない荒野で起きたクロアチア人の殺害事件から、イスラムの過激派の影が周辺に迫るようになる。クリスマスイブの武装した数名の過激派による訪問をきっかけに、修道院はアルジェリア軍と過激派の度重なる闘争に巻き込まれてゆく。修道士たちは殉教覚悟でここに留まるのか、安全のために帰国するかの間で揺れる。何度も話し合いを重ね、ついにフランス政府の帰国要請にも応じることなく、なんとか生き延びようと勇気と知恵をしぼりって日々を過ごす彼らのもとに、ついに取り返しのつかない悲劇が襲う。

## キャスト
- クリスチャン - ランベール・ウィルソン
- リュック - マイケル・ロンズデール
- クリストフ - オリヴィエ・ラブルダン
- セレスタン - フィリップ・ロダンバッシュ（フランス語版）
- アメデ - ジャック・エルラン（フランス語版）
- ジャン＝ピエール - ロイック・ピション（フランス語版）
- ミシェル - グザヴィエ・マリー（フランス語版）
- ポール - ジャン＝マリー・フラン（フランス語版）
- ブリュノ - オリヴィエ・ペリエ Olivier Perrier
- ラビア - サブリナ・ウアザニ（フランス語版）
- アリ・ファヤティア - ファリド・ラービ（フランス語版）
- テロリスト - アデル・バンシェリフ（フランス語版）

## 受賞とノミネート
第83回アカデミー賞外国語映画賞のフランス代表であったが、候補には挙がらなかった。
| 映画賞・映画祭                   | 部門                 | 候補者                                      | 結果       |
| -------------------------------- | -------------------- | ------------------------------------------- | ---------- |
| カンヌ国際映画祭                 | パルム・ドール       | グザヴィエ・ボーヴォワ                      | ノミネート |
| カンヌ国際映画祭                 | 審査員特別グランプリ | グザヴィエ・ボーヴォワ                      | 受賞       |
| 英国アカデミー賞                 | 外国語映画賞         | グザヴィエ・ボーヴォワ                      | ノミネート |
| ヨーロッパ映画賞                 | 作品賞               |                                             | ノミネート |
| ヨーロッパ映画賞                 | 撮影賞               | カロリーヌ・シャンプティエ                  | ノミネート |
| インディペンデント・スピリット賞 | 外国語映画賞         | グザヴィエ・ボーヴォワ                      | ノミネート |
| セザール賞                       | 作品賞               |                                             | 受賞       |
| セザール賞                       | 監督賞               | グザヴィエ・ボーヴォワ                      | ノミネート |
| セザール賞                       | 主演男優賞           | ランベール・ウィルソン                      | ノミネート |
| セザール賞                       | 助演男優賞           | マイケル・ロンズデール                      | 受賞       |
| セザール賞                       | 助演男優賞           | オリヴィエ・ラブルダン                      | ノミネート |
| セザール賞                       | 脚本賞               | グザヴィエ・ボーヴォワ エチエンヌ・コマール | ノミネート |
| セザール賞                       | 撮影賞               | カロリーヌ・シャンプティエ                  | 受賞       |
| セザール賞                       | 音響賞               |                                             | ノミネート |
| セザール賞                       | 編集賞               | マリー＝ジュリー・マイユ                    | ノミネート |
| セザール賞                       | 美術賞               | ミシェル・バルテレミ                        | ノミネート |
| セザール賞                       | 衣裳デザイン賞       | マリエル・ロボー                            | ノミネート |